# James Russell Lowell
Pour les articles homonymes, voir James Lowell, Russell et Lowell.
James Russell Lowell, né le 22 février 1819 à Cambridge, dans le Massachusetts, mort le 12 août 1891 à Cambridge, est un poète romantique, un critique, un satiriste, un écrivain, un diplomate et un abolitionniste américain.

## Jeunesse
Lowell a vécu l'essentiel de sa vie dans sa ville natale de Cambridge. Il est le fils du révérend Charles Russell Lowell Sr (1782-1861) et l'oncle de Charles Russell Lowell Jr., brigadier général durant la guerre de Sécession qui tomba à la bataille de Cedar Creek. Par sa mère, il descend des Spence et des Trail, familles de colons établies dans les îles Orcades. Son grand-père, Robert Trail, est retourné en Grande-Bretagne au début de la guerre d'indépendance en 1775. Lowell a été élevé au milieu de la campagne et s'est toujours senti très proche de la nature. Dans son enfance, il lit les œuvres d'Edmund Spenser et de Walter Scott et se fait enseigner de vieilles ballades par sa mère. Son maître d'école était un Anglais et, avant son entrée à l'université Harvard, il avait une plus grande familiarité des vers latins que la plupart de ses condisciples.
Il sort de l'université avec son diplôme en poche en 1838, après de médiocres études ; durant les cours, il écrivait des pièces triviales pour un magazine de l'université. Peu après, il fait imprimer pour un cercle privé le poème que sa classe lui avait demandé d'écrire pour la remise des diplômes. Ne sachant quelle vocation suivre, il hésite entre les affaires, la religion, la médecine et le droit. Il se détermine finalement pour cette dernière carrière et suit des cours à l'école de droit de Harvard, avant de s'inscrire au barreau. Durant ses études de droit, il publie des articles et des poèmes dans des magazines et devient l'un des cinq membres du groupe connu sous le nom de Fireside Poets (Poètes au coin du feu).
Après une liaison sentimentale malheureuse, il se fiance avec Maria White à l'automne 1840. La jeune femme est elle-même une poétesse remarquable. Son caractère et ses croyances l'ont déjà amenée à s'engager dans des mouvements de lutte contre l'intempérance et l'esclavage. Membre de la Boston Female Anti-Slavery Society, elle convainc Lowell de s'engager en faveur de la cause abolitionniste.
Très marqué par cette rencontre, Lowell publie en 1841 A Year's Life (La Vie d'une année), livre dédié à sa future femme, dans lequel il consigne ses nouvelles émotions et envisage les années précédentes, période de dépression et de doute. Tout en maintenant nominalement son cabinet juridique, il fonde avec un ami, Robert Carter, une revue littéraire mensuelle, The Pioneer, à laquelle Lowell consacre une partie de ses poèmes, les autres étant publiés dans diverses revues.
Toutefois, après trois numéros, entre janvier et mars 1843, la revue cesse de paraître, laissant Lowell avec une dette de 1 800 dollars, en partie parce que Lowell tombe brusquement malade, en partie à cause de l'inexpérience et de la mauvaise gestion des fondateurs. Cette expérience le confirme, malgré tout, dans sa vocation littéraire. En 1843, il publie un recueil de ses poèmes. L'année suivante, il écrit Conversations sur certains des anciens poètes, où il emploie la forme d'un dialogue, mais sans pousser jusqu'à une tentative dramatique. L'ouvrage trahit l'état d'esprit de Lowell à cette époque, les conversations renvoyant seulement aux poètes et aux dramaturges de l'ère élisabéthaine et réfléchissant sur la réforme dans l'Église, l'État, la société.

## Poète et militant abolitionniste
Juste comme le livre paraît Lowell et Marie White se marient ; ils passent l'hiver et le printemps 1845 à Philadelphie. Dans cette ville, outre ses contributions littéraires aux magazines, Lowell s'engage en devenant éditorialiste à The Pennsylvania Freeman, un journal bimensuel consacré à la cause anti-esclavagiste. Au printemps 1845, le couple retourne à Cambridge, où Blanche, leur premier enfant, voit le jour dans les derniers jours de l'année. Malheureusement, elle meurt dix mois plus tard. Une seconde fille, Mabel, naît six mois après la mort de Blanche ; elle survivra à son père. Un troisième enfant, Rose, mourra dans l'enfance.
À Cambridge, Lowell vit en reclus, tant à cause d'ennuis financiers que de la constitution fragile de sa femme et de la mauvaise santé mentale de sa mère. Sa production littéraire, cependant, ne se ressent pas de cet éloignement : il envoie aux magazines de nombreux poèmes traitant de la question de l'esclavage ; au début de 1846, il devient correspondant du London Daily news ; au printemps 1848, il se lie avec le National Anti-Slavery Standard of New York, acceptant d'envoyer à son hebdomadaire articles et poèmes. Ses articles sont écrits sous la forme d'une série de diatribes incisives, pleines d'esprit et parfois prophétiques. C'est une époque de grande activité, pour Lowell, comme en témoignent les quatre livres parus en 1848 : la seconde série des Poèmes, contenant entre autres « Columbus », « Une rêverie d'été indien », « Au pissenlit » et « L'Enfant de fée » ; Une Fable pour les critiques, livre dans lequel, à la manière de Le Régal des poètes de Leigh Hunt, il décrit en des vers pleins d'esprit et un sens de la satire de bonne composition les écrivains américains contemporains (auxquels il s'est inclus, l'ouvrage étant anonyme) ; La vision de Sir Launfal, une histoire romantique inspirée des légendes arthuriennes et l'un de ses poèmes les plus populaires ; enfin, Les Papiers de Biglow.
Lowell était déjà très célèbre, mais cette satire lui apporte une renommée encore plus large. Ce poème décrit, dans une expression rustique, le recrutement organisée pour la guerre très impopulaire entre les États-Unis et le Mexique, qui conduit à l'annexion du Texas. Envoyé au Boston Courier, il est mis en avant par le petit groupe des réformateurs anti-esclavagistes. Lowell ne s'est rendu compte de la portée de son texte qu'au moment de sa réception par le public. Il le complète par huit autres poèmes envoyés au Courier ou au National Anti-Slavery Standard. Dans cet ouvrage, il développe quatre personnages bien définis : un fermier, Ezekiel Biglow, et son fils Hosea, le révérend Homer Wilbur, un pasteur astucieux à l'ancienne, et Birdofredum Sawin, un renégat nordiste, qui représente l'armée, ainsi qu'un ou deux personnages secondaires. Cette satire cuisante à l'humour astucieux est rédigée dans le patois de la Nouvelle-Angleterre ; des notices comiques et une fausse critique la complètent, ainsi qu'un index, truffé de traits d'esprit.
Après la mort de sa mère, la mauvaise santé de son épouse conduit Lowell à l'emmener avec sa fille Mabel et son jeune fils Walter en Europe en 1851. À Rome, la famille est endeuillée par le brusque décès de Walter, et Lowell apprend que son père est au plus mal. De retour en novembre 1852, Lowell publie quelques souvenirs de son voyage dans les magazines, avant de rassembler ces sketches dans un volume, Voyages au coin du feu. Par ailleurs, il participe à la publication d'une édition américaine des Poètes britanniques. Cependant, l'état de santé de sa femme s'aggrave ; elle meurt le 27 octobre 1853.

## Professeur et diplomate

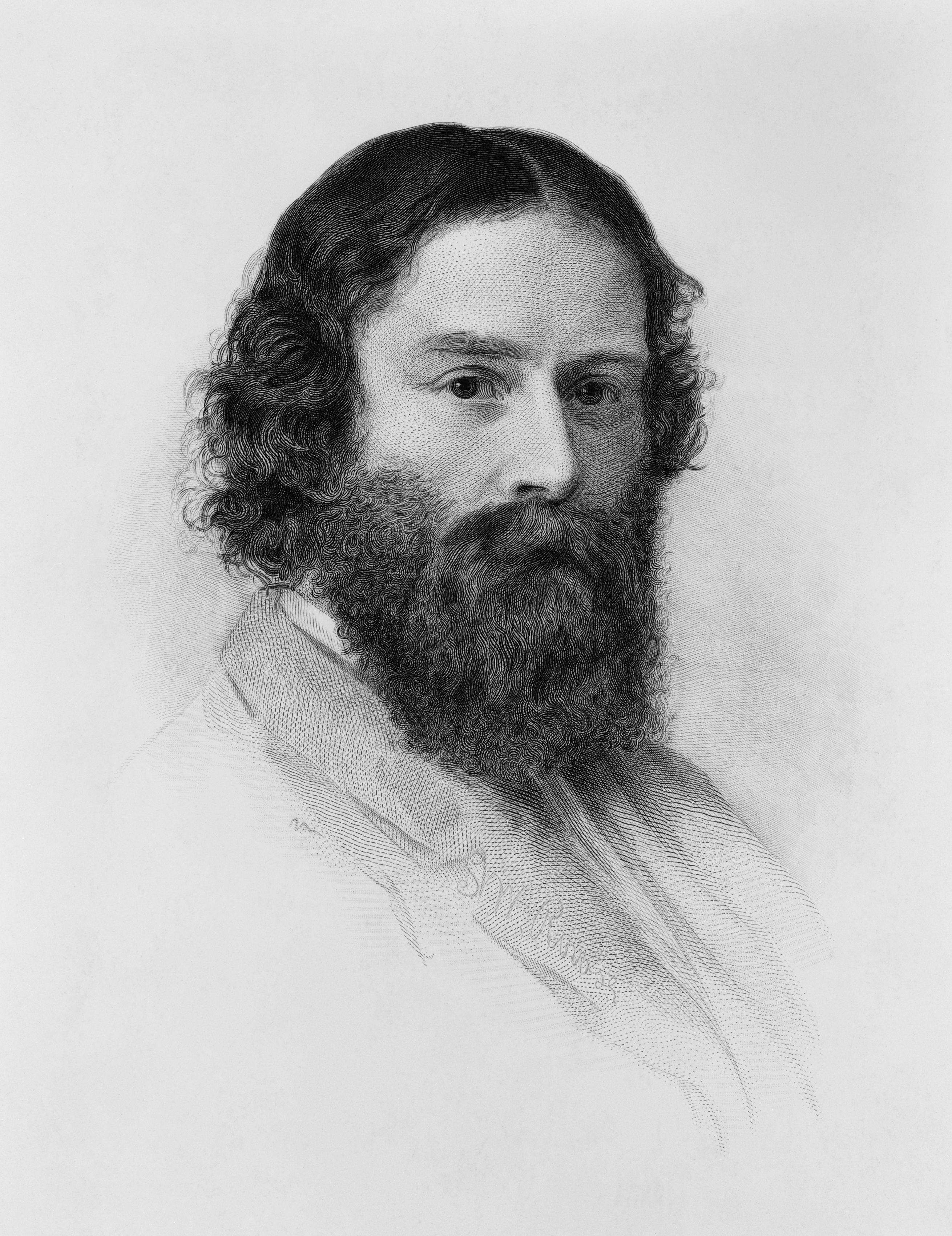
James Russell Lowell en 1855

À l'invitation de son cousin, il fait des conférences sur les poètes anglais au Lowell Institute de Boston à l'hiver 1855. Ce premier essai en tant que critique et historien littéraire lui donne immédiatement une nouvelle stature, et il est élu à la chaire de langues modernes de l'université Harvard, laissée vacante par le départ à la retraite de Henry Wadsworth Longfellow. Lowell accepte le poste, à la condition qu'il puisse disposer d'une année d'études à l'étranger. Il passe essentiellement cette année en Allemagne, visitant l'Italie et améliorant sa connaissance des langues française, allemande, italienne et en espagnole. Rentré aux États-Unis à l'été 1856, il prend ses fonctions à l'université, où il demeurera vingt ans. La même année, il épouse Frances Dunlap, qui s'occupait de sa fille Mabel.
À l'automne 1857 est fondé The Atlantic Monthly, dont Lowell est le principal rédacteur. Ce magazine se distingue d'emblée par sa haute volée du point de vue littéraire et ses vues audacieuses à propos des affaires publiques. Au printemps 1861, Lowell abandonne ses fonctions directrices, mais continue, et ce jusqu'à sa mort, à y faire paraître articles et poèmes. Toutefois, il consacre de nombreux textes de prose à The North american Review, dans les années 1862-1872, époque où il est associé à Charles Eliot Norton, le rédacteur en chef. Ce magazine lui donne l'occasion, en particulier, d'exprimer ses vues politiques pendant les années mouvementées de la guerre de Sécession. Pendant le même temps, il publie dans The Atlantic une seconde série des Papiers de Biglow. Ses fonctions universitaires et éditoriales stimulent sa puissance critique, et la publication de textes dans les deux magazines, suivie de la publication en volume d'une série d'études de grands auteurs, lui donnent un poids réel comme critique. il écrit sur de nombreux auteurs comme Shakespeare, John Dryden, Lessing, Jean-Jacques Rousseau, Dante, Edmund Spenser, William Wordsworth, John Milton, Keats, Thomas Carlyle, Henry David Thoreau, Algernon Swinburne, Chaucer, Emerson, Pope et Gray. Il écrit également un certain nombre d'essais tels que Ma connaissance du jardin, Un bon mot pour l'hiver, Sur une certaine condescendance chez les étrangers, qui sont autant d'incursions dans le champ naturel et social. Bien que l'essentiel de son travail, dans cette phase de sa vie, corresponde à des textes de prose, il fait à cette époque des expériences plus notables en poésie. En 1868, il publie Sous les saules et autres poèmes. En 1865, il écrit son Ode récitée lors de la commémoration de Harvard. c'est également durant ces années  qu'il est fait professeur honoraire de la toute nouvelle université Cornell.
En 1877, Lowel, qui ne s'était jusque-là guère mêlé de politique, s'étant juste présenté comme grand électeur à l'élection présidentielle de 1876, est nommé par le président Hayes ambassadeur en Espagne. Sa bonne connaissance de la langue et de la littérature espagnoles lui permettent de s'habituer rapidement à ses nouvelles fonctions. En 1880, il est nommé à Londres, où il demeure en poste jusqu'à la fin du mandat de Hayes en 1885. La fin de son séjour en Angleterre est endeuillé par la mort de sa deuxième épouse en 1885. Peu après sa retraite de la vie publique, il publie Démocratie et autres discours, correspondant à ses interventions publiques lors de son ambassade en Angleterre. En 1888, il publie un nouveau recueil de poèmes, Heartsease and Rue. Durant les dernières années de sa vie, il révise ses travaux, en vue de leur édition en dix volumes en 1890. Après quelques mois de maladie, il meurt le 12 août 1891. Après son décès, son exécuteur testamentaire, Norton, publie un bref recueil de ses poèmes et deux volumes supplémentaires de ses textes en prose, ainsi que ses lettres. Il est enterré au cimetière de Mount Auburn à Cambridge au Massachusetts(p372).

## Source
- Horace Elisha Scudder, James Russell Lowell: A Biography, vol. 1 et 2, 1901.